# نورد، کزلوک
نورد، کزلوک (به ترکی استانبولی: İnişli) یک روستا در ترکیه است که در استان باتمان واقع شده‌است. نورد ۴۵۴ نفر جمعیت دارد.